# Humberto de Campos
Humberto de Campos là một đô thị thuộc bang Maranhão, Brasil. Đô thị này có diện tích 2131,079 km², dân số năm 2007 là 24282 người, mật độ 11,39 người/km².